# Guillem Ferrando
Guillem Ferrando Porro (Benifairó de la Valldigna, 8 gennaio 2002) è un cestista spagnolo.

## Carriera

### Nazionale
Con la nazionale Under-20 ha vinto gli Europei del 2022.

## Palmarès
- Copa Princesa de Asturias: 1

Estudiantes: 2024